# Solymos Tamás Géza
Solymos Tamás Géza (1954–) festőművész, esztéta.

## Egyéni kiállítások
- 2010. Magyar Vasúttörténeti Park
- 2010. BEKO Engineering & Informatik AG. Bécs
- 2010. Fővárosi Szabó Ervin Könyvtár, Budapest
- 2009. Fővárosi Szabó Ervin Könyvtár, Budapest
- 2009. Hotel HASIK, Döbrönte
- 2008. Városház Galéria, Szentendre
- 2008. Új Művész Étterem, Szentendre
- 2008. Fővárosi Szabó Ervin Könyvtár, Budapest
- 2007. BEKO Engineering & Informatik AG. Bécs
- 2007. BEKO Engineering & Informatik AG. Linz
- 2007. BEKO Engineering & Informatik AG. Graz
- 2006. Képíró Galéria, Budapest
- 2006. Barátság Művelődési Központ, Százhalombatta
- 2006. Zsókavár Galéria, Budapest
- 2006. KUD-Art Pincegaléria, Solymár
- 2006. Gárdonyi Géza Művelődési Ház, Gárdony
- 2005. Zsókavár Galéria, Budapest
- 2000. Hotel HASIK, Döbrönte
- 1999. Moholy-Nagy László Kortárs Galéria, Budapest
- 1994. Olasz Bútorbemutató Terem, Budapest
- 1994. Hotel Agro, Budapest

## Közös kiállítások
- 2002. József Attila Művelődési Központ, Budapest
- 2001. Folyosó Galéria Budapest, XIII. kerületi Polgármesteri Hivatal
- 2000. Moholy-Nagy László Kortárs Galéria, Budapest
- 1998. Moholy-Nagy László Kortárs Galéria, Budapest